# Солнечный (Удмуртия)
Солнечный — поселок в Якшур-Бодьинском районе Удмуртской республики.

## География
Находится в центральной части Удмуртии на расстоянии приблизительно 14 км на юг по прямой от районного центра села Якшур-Бодья рядом с автомобильной дорогой Ижевск-Глазов.

## История
Известен с 2002 года. В поселке находится Селычинский психоневрологический интернат. До 2021 год входил в состав Селычинского сельского поселения.

## Население
Постоянное население составляло: 139 человек в 2002 году (русские 49 %, удмурты 43 %), 179 в 2012.